# Joachim Dyfvermark
Ulf Joachim Dyfvermark, född 17 september 1968 i Angereds församling i Göteborg, arbetar som undersökande reporter på Uppdrag granskning, SVT, sedan 2006. Innan dess arbetade han på TV4, som nyhetsreporter på TV4 1996–1997, och 1998–2006 som undersökande journalist på Kalla fakta i TV4, där han under en period också var programledare.
Dyfvermark har fyra gånger belönats med Stora journalistpriset: för Årets avslöjande: 2019 (tillsammans med Linda Larsson Kakuli, Axel Humlesjö, Per Agerman) för reportaget "Swedbank & penningtvätten" (Uppdrag granskning, SVT), 2013 (tillsammans med Sven Bergman och Fredrik Laurin) för reportaget "Uzbekistanaffären" (Uppdrag granskning, SVT), år 2007 (tillsammans med Sven Bergman och Fredrik Laurin) för reportaget "Gripen - de hemliga avtalen" (Uppdrag granskning, SVT) och 2005 (tillsammans med Sven Bergman och Fredrik Laurin) för reportaget "Det brutna löftet" (Kalla fakta, TV4). Det senare renderade även Publicistklubbens stora pris samma år.
Joachim Dyfvermark har vunnit en rad internationella priser, bland annat Prix Europa (2016) tillsammans med Sven Berman för reportaget om Panamadokumenten, och 2017 blev de nominerade till det prestigefyllda Emmy Awards för samma reportage.
Bevakar bland annat: Nationell och internationell korruption, penningtvättsfrågor, säkerhetspolitik, och mänskliga rättigheter.
Joachim Dyfvermark är medlem i ICIJ, International Consortium of Investigative Journalists.

## TV-reportage
- 2022 ”Securitas hemligheter”. Granskning avslöjar misstänk korruption inom Sercuritas. Uppdrag granskning, SVT.
- 2022 “Smutsigt stål”. Samarbete med “Forbidden Stories”. Miljöbrott och korruption i Guatemala med kopplingar till Sverige. Uppdrag granskning, SVT.
- 2022 “Suisse Secrets”. Samarbete lett av OCCRP, Organized Crime and Corruption Reporting Project. En läcka från Credit Suisse avslöjar korruption och misstänkt penningtvätt bland bankens rikaste kunder. Uppdrag granskning, SVT.
- 2021 “Pandora Papers”. Samarbete med ICIJ, International Consortium of Investigative Journalists. En läcka från 14 byråer som verkar i skatteparadis. Uppdrag granskning, SVT.
- 2021 “Handelsbanken & Brödraskapet”, en granskning av Handelsbanken och familjen Martin-Löf. Uppdrag granskning, SVT.
- 2021 “Smutsiga kläder”. Undersökande reportage om organiserade stölder av kläder skänkta till välgörenhet. Uppdrag granskning, SVT.
- 2020 “FinCen Files” Samarbete med ICIJ, International Consortium of Investigative Journalists. En läcka från amerikanska myndigheter avslöjar nya uppgifter om SEB och misstankar om penningtvätt och bristande AML-arbete. Uppdrag granskning, SVT.
- 2020 “Telia & hemligheten”. Nytt avslöjande kopplat till Telias muthärva i Uzbekistan, som visar brister i åklagarens utredningsarbete. Uppdrag granskning, SVT.
- 2019 “SEB & penningtvätten”. Samarbete med OCCR. En bankläcka kopplar SEB till den baltiska penningtvättshärvan. Uppdrag granskning, SVT.
- 2019 “Swedbank & penningtvätten”. Fyra delar om misstänkt penningtvätt inom Swedbanks baltiska verksamhet. Uppdrag granskning, SVT.
- 2017: "Paradis-läckan" Ny omfattande läcka om de ljusskygga uppläggen i skatteparadis. Reportaget ledde till att Leif Östling avgår som ordförande för Svenskt Näringsliv, SVT, Uppdrag granskning.
- 2017: "Affären som spårade ur" Om Bombardier Transportations misstänkta mutor i Azerbajdzjan. SVT, Uppdrag granskning.
- 2017: "FN och övergreppen". Ett reportage som avslöjar spelet bakom FN-personalens sexuella övergrepp på barn i bland annat Centralafrikanska republiken. SVT, Uppdrag granskning.
- 2016: "Panama-dokumenten". Den gigantiska läckan avslöjade bland annat hur storbanken Nordea hjälpte sina rikaste kunder med upplägg i skatteparadis. SVT, Uppdrag granskning.
- 2016: "Den stora skattjakten" En serie reportage som baseras på en unik sammanställning av namn på nära 0000 svenssom[förtydliga] haft tillgångar utomlands och som begärt självrättelse. Bevakningen ledde så småningom till att Skatteverkets två högsta chefer fick avgå då det visade sig att de förvarnat en av de granskade parterna. SVT, Uppdrag granskning.
- 2015: "Sverige största muta?" Avslöjande som visade att TeliaSonera berikade presidentfamiljen i Azerbajdzjan med över 6 miljarder svenska kronor. SVT, Uppdrag granskning.
- 2015: "Kris i bregottfabriken". Ett reportage om livsmedelsjätten Arla, och krisen för svenska bönder. SVT, Uppdrag granskning.
- 2014: "Luxleaks" - läckan från Luxemburg som avslöjade stora bolags hemliga skatteupplägg, däribland svenska Nya Karolinska Solna. SVT, Uppdrag granskning.
- 2014: "Kina-affären" - hur försvarsmyndigheten FOI i hemlighet försökte sälja avancerade dataprogram kopplat till JAS 39 Gripen till Kina. SVT, Uppdrag granskning.
- 2013: Snowden-dokumenten Sverige. Edward Snowdens gigantiska läcka som avslöjade NSA:s hemliga övervakningssystem, där svenska FRA ingick. SVT, Uppdrag granskning.
- 2012/2013: "Teliasonera - Uzbekistanaffären". En serie reportage som visar hur Teliasonera betalade mångmiljardbelopp som hamnade på hemliga bankkonton med kopplingar till den uzbekiska diktatorns dotter Gulnara Karimova. SVT, Uppdrag granskning.
- 2012: "De svarta lådorna" Pressrelease om hur svensk-finska statligt kontrollerade Teliasonera samarbetar med diktaturerna i Uzbekistan och Vitryssland genom att ge säkerhetstjänsterna full access till sina mobilnät. SVT, Uppdrag granskning.
- 2010: "Euro Orphans" - hur migrantarbetare i Sverige har tvingats överge sina barn hemma för att kunna arbeta i Sverige och andra välbeställda delar av Europa. SVT, Uppdrag granskning.
- 2010: I största hemlighet – rysk dumpning av radioaktivt material i Östersjön. SVT, Uppdrag granskning.
- 2009: "Terrorsvenskarna", en mediegranskning av de tre terrormisstänkta svenskarna i Pakistan 2009. SVT, Uppdrag granskning.
- 2009: “Den sista striden" - om de havererade utredningarna i mutaffären kring JAS 39 Gripen. SVT, Uppdrag granskning.
- 2008: "Fasaden", om Scientologirörelsens frontorganisationer. SVT, Uppdrag granskning.
- 2008: "Josephs öde" - tortyr och mörkläggning under Operation Artemis i Demokratiska Republiken Kongo 2003. SVT, Uppdrag granskning.
- 2007: "Gripen - the secret deals" - om hur Sverige mutade sig till stridsflygplansaffärer i Tjeckien, Ungern och Sydafrika. SVT, Uppdrag granskning.
- 2006: "Den svarta torsken" - hur maffiakontrollerat fiske i Barents hav fyller svenska frysdiskar med illegal torsk. Kalla fakta, TV4.
- 2005 "Tsunamikatastrofen" - en granskning av myndigheternas agerande under tsunamikatastrofen 2004/2005. Kalla fakta, TV4.
- 2004/2005: "Det brutna löftet" del 1-5. Om hur Sverige och USA samarbetade i en av de första så kallade "Extraordinary renditions" där två egyptiska asylsökande greps och lämnades över till amerikanska agenter på svensk mark och sen fördes till Egypten där de torterades och fängslades. Kalla fakta, TV4.
- 2003: "Nätverket". En serie reportage om korruptionen inom svenska Systembolaget. Kalla fakta, TV4.
- 2002/2003: “Lycka till salu”. En granskning av säljsekten Landmark Education. Kalla fakta, TV4.
- 2002/2003: "Det svarta havet". En serie program om svartfisket av torsk i Östersjön och hur fisken letade sig till svenska frysdiskar. Kalla fakta, TV4.
- 2002: "Svensken på Guantanamo". Om den svenske medborgaren Mehdi Muhammed Ghezali som greps på gränsen mellan Afghanistan och Pakistan i december 2001 och sedan internerades på den amerikanska flottbasen i Guantanamo Bay, Kuba. Kalla fakta, TV4.
- 2002: "Läkemedelsindustrins hemliga biverkningsrapporter" - om hur svenska läkemedelsföretag hemlighåller biverkningsrapporter som visar att deras preparat kan vara skadliga. Kalla fakta, TV4.
- 2001/2002: En serie granskningar om de svenska försäkringsbolagens läkare. Kalla fakta, TV4.
- 2000: Expedition Estonia, om dykningarna på M/S Estonia. Kalla fakta, TV4.
- 2000: "12 kronor i timmen". Om hur svenska invandrare utnyttjas av svenska företag. Kalla fakta, TV4.
- 2000/2001, 1997: "KOD 42" En serie granskningar om den svenska köttindustrin. Kalla fakta, TV4.
- 1999: "Svartsprit" Två dokumentärer om spritsmuggling i Sverige. TV4.
- 1998: "Minsta motståndets land", om hur Scientologirörelsen fick Sverige att ändra grundlagen. Kalla fakta, TV4.

## Utmärkelser

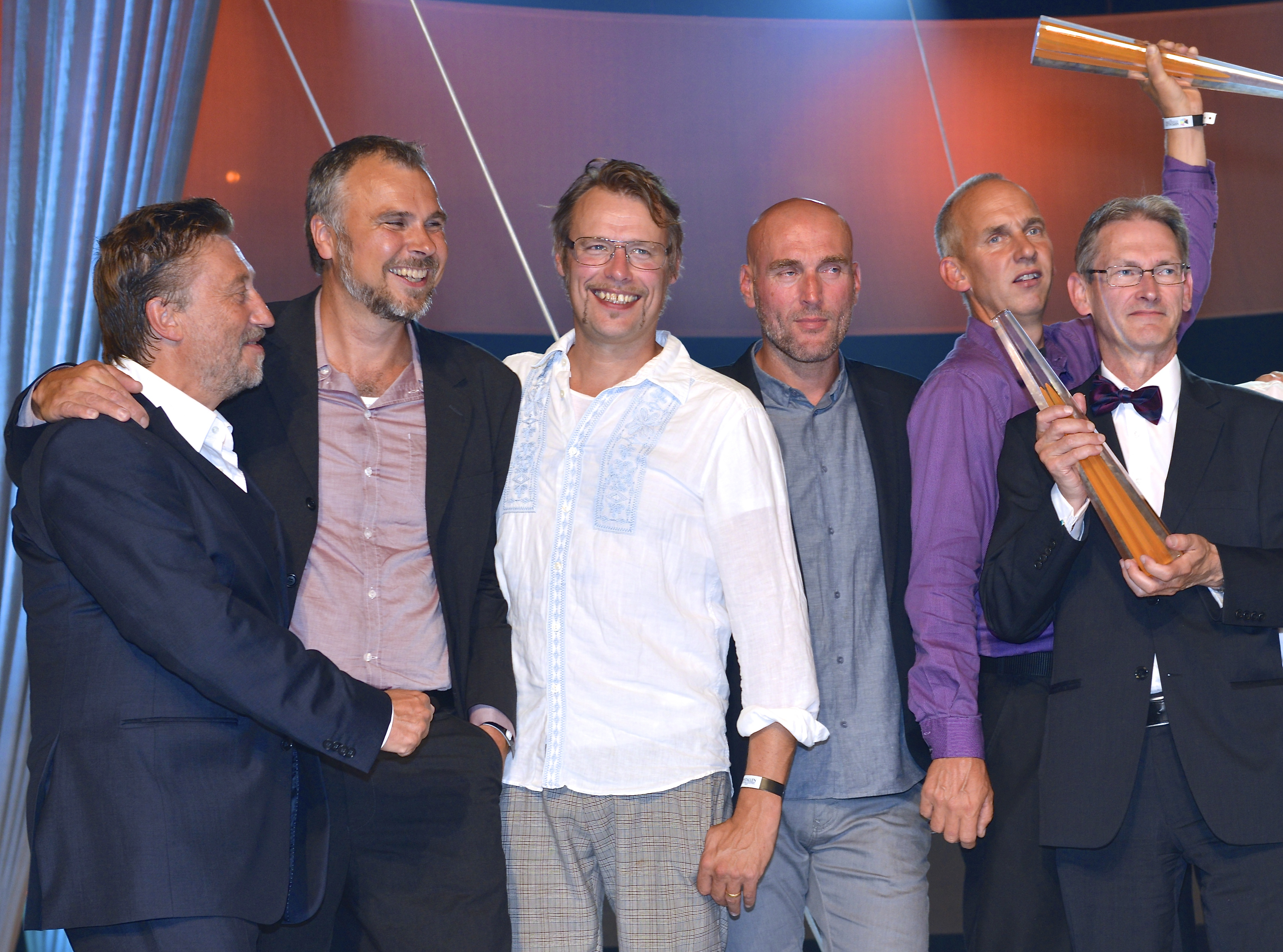
Uppdrag gransknings reportage TeliaSonera – Uzbekistanaffären, blev vinnare av Kristallen 2013 i kategorin Årets granskning. På bilden programledaren Janne Josefsson, fotoredigerare Ola Christoffersson, reportrarna Sven Bergman, Joachim Dyfvermark och Fredrik Laurin. Längst till höger står Per Fjellström, producent för Årets dokumentärprogram "Stenbeck – den motsägelsefulle kapitalisten".

- 2021 DIG AWARDS, Hederomnämnande i klassen bästa undersökande TV-reportage för "Smutsiga kläder" (Dyfvermark, Gordh-Humlesjö, Larsson-Kakuli).
- 2020 DIG Awards (Italian Associazione DIG) för bästa undersökande TV-reportage (Dyfvermark, Gordh-Humlesjö, Larsson-Kakuli, Agerman).[4]
- 2020 Emmy-nominering (Dyfvermark, Gordh-Humlesjö, Larsson-Kakuli, Agerman) för "Swedbank & penningtvätten".[5]
- 2019 Prix Europa (nominering): Årets journalist i Europa [6]
- 2019 “Guldspaden” (Dyfvermark, Gordh-Humlesjö, Larsson-Kakuli, Agerman) för "Swedbank & penningtvätten".[7]
- 2019 Stora journalistpriset[8] (Dyfvermark, Gordh-Humlesjö, Larsson-Kakuli, Agerman) för "Swedbank & penningtvätten".
- 2018 British Journalism Award - Investigation of the year (global) (med Karin Mattisson och Sven Bergman) för "FN och övergreppen".
- 2018 Hedersomnämnande Prix Europa (med Karin Mattisson och Sven Bergman) för "FN och övergreppen".
- 2017 nominering till Emmy Awards (med Sven Berman) för Panama-dokumenten.
- 2017 Guldspaden (med Sven Bergman) för Panama-dokumenten.
- 2017 "Pulitzer prize" (med 400 andra journalister inom ICIJ, International Consortium of Investigative Journalists.
- 2016 Prix Europa (med Sven Bergman) för Panama-dokumenten
- 2015 Hedersomnämnande Guldspaden (med Miranda Patrucic, Ola Westerberg, Sven Bergman & Khadija Ismayilova) för "Sveriges största muta? - TeliaSonera i Azerbajdzjan.
- 2013 Stora journalistpriset (med Sven Bergman och Fredrik Laurin) för Teliasonera - Uzbekistanaffären.
- 2013 Daniel Pearl Award (med Sven Bergman och Fredrik Laurin) för "Telia Sonera: The Black Boxes and The Uzbek affair"
- 2013 Prix Circom (med Sven Bergman och Fredrik Laurin) för "Telia Sonera: The Black Boxes and The Uzbek affair""
- 2013 Kristallen (med Sven Bergman och Fredrik Laurin) för Teliasonera - Uzbekistanaffären.
- 2013 Guldspaden (med Sven Bergman och Fredrik Laurin) för "Telia Sonera: The Black Boxes and The Uzbek affair"
- 2009 Årets miljöjournalist (med Sven Bergman och Fredrik Laurin) för "Det rosa guldet"
- 2008 Daniel Pearl Award (med Sven Bergman och Fredrik Laurin) för "Den svarta torsken"
- 2008 Edward R Murrow Award (med Sven Bergman och Fredrik Laurin) för "Gripen - the secret deals"
- 2007 Stora journalistpriset för "Årets avslöjande" (med Sven Bergman och Fredrik Laurin), Uppdrag granskning, SVT för "Gripen - the secret deals"
- 2005 Stora journalistpriset för "Årets avslöjande" (med Sven Bergman och Fredrik Laurin), Kalla fakta, TV4 för "The broken promise"
- 2005 Publicistklubbens stora pris (med Sven Bergman och Fredrik Laurin), Kalla fakta, TV4 för "The broken promise"
- 2004 Overseas Press Clubs Eric and Amy Burger Award (med Sven Bergman och Fredrik Laurin), Kalla fakta, TV4 för "The broken promise"
- 2004 Guldspaden (med Sven Bergman och Fredrik Laurin) för "The broken promise" i Kalla fakta, TV4.
- 2004 Edward R Murrow Award (med Sven Bergman och Fredrik Laurin) för "The broken promise"
- 2003 Hedersomnämnande Guldspaden "Mutorna i Systembolaget"(med Sven Bergman, Fredrik Laurin och Fredrik Lundberg).